# McDonnell Aircraft
McDonnell Aircraft Corporation je bilo ameriško letalskovesoljsko podjetje s sedežem v St. Louisu v ameriški zvezni državi Misuri. Podjetje je ustanovil James Smith McDonnell 6. julija 1939. McDonnell je znan po lovcih kot je F-4 Phantom II in vesoljskih plovilih kot so kapsula Mercury in Gemini. McDonnell Aircraft se je leta 1967 združil z Douglas Aircraft Company v McDonnell Douglas, slednje podjetje je potem postalo del Boeinga.

## Zrakoplovi
- XP-67 eksperimentalni dvomotorni propelerski lovec
- McDonnell FH Phantom dvomotorni reaktivni lovec
- McDonnell F2H Banshee dvomotorni mornariški reaktivni lovec
- McDonnell XF-85 Goblin eksperimentalni reaktivni lovec
- McDonnell XF-88 Voodoo eksperimentalni dvomotorni lovec
- McDonnell F3H Demon enomotorni mornariški reaktivni lovec
- McDonnell F-101 Voodoo dvomotorni reaktivni nadzvočni lovec z dolgim dosegom
- McDonnell Douglas F-4 Phantom II  dvomotorni reaktivni vsevremenski nadzvočni lovski bombnik
- McDonnell 119/220 reaktivno poslovno letalo
- XV-1 Convertiplane VTOL zrakoplov
- McDonnell XH-20 Little Henry eksperimentalni ramjet (na rotorju) helikopter
- McDonnell XHJH Whirlaway dvomotorni helikopter iz leta 1946[1]
- Model 120 eksperimentalni helikopter (zračno dvigalo)

## Vesoljska plovila s človeško posadko
- Mercury kapsula
- Gemini kapsula
- ASSET

## Vodljive rakete
- ADM-20 Quail
- LBD Gargoyle

## Letalski motorji
- PJ-42 Pulzni reaktivni motor